# Jordbruksminister
Jordbruksminister är den minister i ett lands regering som ansvarar för jordbruk-, skogs- och livsmedelsfrågor samt landsbygdsutveckling. I de flesta länderna är jordbruksministern även fiskeminister; undantagen är stora fiskenationer såsom Kanada och Norge. I Storbritannien och Spanien har man slagit samman jordbruks- och miljöministerns portföljer samt tagit bort jordbruk från ministertiteln. I Tyskland kallas jordbruksministern förbundsminister för livsmedel, lantbruk och konsumentskydd. Även i Sverige sorterade konsumentfrågorna 2002–2006 under jordbruksministern. 
Jordbruksministern leder vanligen ett jordbruksministerium eller motsvarande. Inom ramen för Europeiska unionens råd möts jordbruksministrarna i formationen rådet för jordbruk och fiske.
Sedan 2010 kallas statsrådet med dessa ansvarsområden i Sverige för landsbygdsminister. 
| Land           | Ministerns titel                                                                                        | Biträdare                       | Vid ministeriet                                              |
| -------------- | --- | ------------------------------- | ------------------------------------------------------------ |
| Danmark        | Fødevareminister                                                                                        | Departementschef                | Ministeriet for Fødevarer, Landbrug og Fiskeri               |
| Finland        | Jord- och skogsbruksminister                                                                            | Statssekreterare                | Jord- och skogsbruksministeriet                              |
| Frankrike      | Ministre de l'alimentation, de l'agriculture et de la pêche (Livsmedel-, jordbruks- och fiskeminister)  | Secrétariat général             | Ministère de l'alimentation, de l'agriculture et de la pêche |
| Italien        | Ministro delle Politiche Agricole, Alimentari e Forestali (Jordbruks-, livsmedels- och skogsminister)   | Sottosegretario di Stato        | Ministero delle Politiche Agricole, Alimentari e Forestali   |
| Kanada         | Minister of Agriculture and Agri-Food                                                                   | Minister of State               | Department of Agriculture and Agri-Food                      |
| Norge          | Landbruks- og matminister                                                                               | Statssekretær                   | Landbruks- og matdepartementet                               |
| Spanien        | Ministra de Medio Ambiente y Medio Rural y Marino (Miljö-, landsbygds- och havsminister)                | Secretaría de Estado            | Ministerio de Medio Ambiente y Medio Rural y Marino          |
| Storbritannien | Secretary of State for Environment, Food and Rural Affairs (Miljö-, livsmedels- och landsbygdsminister) | Minister of State               | Department for Environment, Food and Rural Affairs           |
| Sverige        | Landsbygdsminister                                                                                      | Statssekreterare                | Näringsdepartementet                                         |
| Tyskland       | Bundesminister für Ernährung und Landwirtschaft (Förbundsminister för livsmedel och lantbruk)           | Staatssekretär                  | Bundesministerium für Ernährung und Landwirtschaft           |
| USA            | Secretary of Agriculture (Jordbruksminister)                                                            | Deputy Secretary of Agriculture | Department of Agriculture                                    |